# Vesthovde
Vesthovde (norwegisch für Westhöhe) ist eine vereiste Landspitze mit zahlreichen Felsvorsprüngen an der Prinz-Harald-Küste des ostantarktischen Königin-Maud-Lands. Sie bildet den westlichen Teil der Halbinsel Botnneset am Südufer der Lützow-Holm-Bucht.
Norwegische Kartographen, die auch die Benennung vornahmen, kartierten sie anhand von Luftaufnahmen, die bei der Lars-Christensen-Expedition 1936/37 entstanden.